# Anomala crinicollis
Anomala crinicollis är en skalbaggsart som beskrevs av Ohaus 1902. Anomala crinicollis ingår i släktet Anomala och familjen Rutelidae. Inga underarter finns listade i Catalogue of Life.